# Опейнен
Опейнен (нід. Opijnen) — село в нідерландській провінції Гелдерланд, на березі Вааля. Входить до муніципалітету Вест-Бетюве. Перша згадка про населений пункт датується 1265 роком.
До 1818 року мало статус окремого муніципалітету.

## Галерея

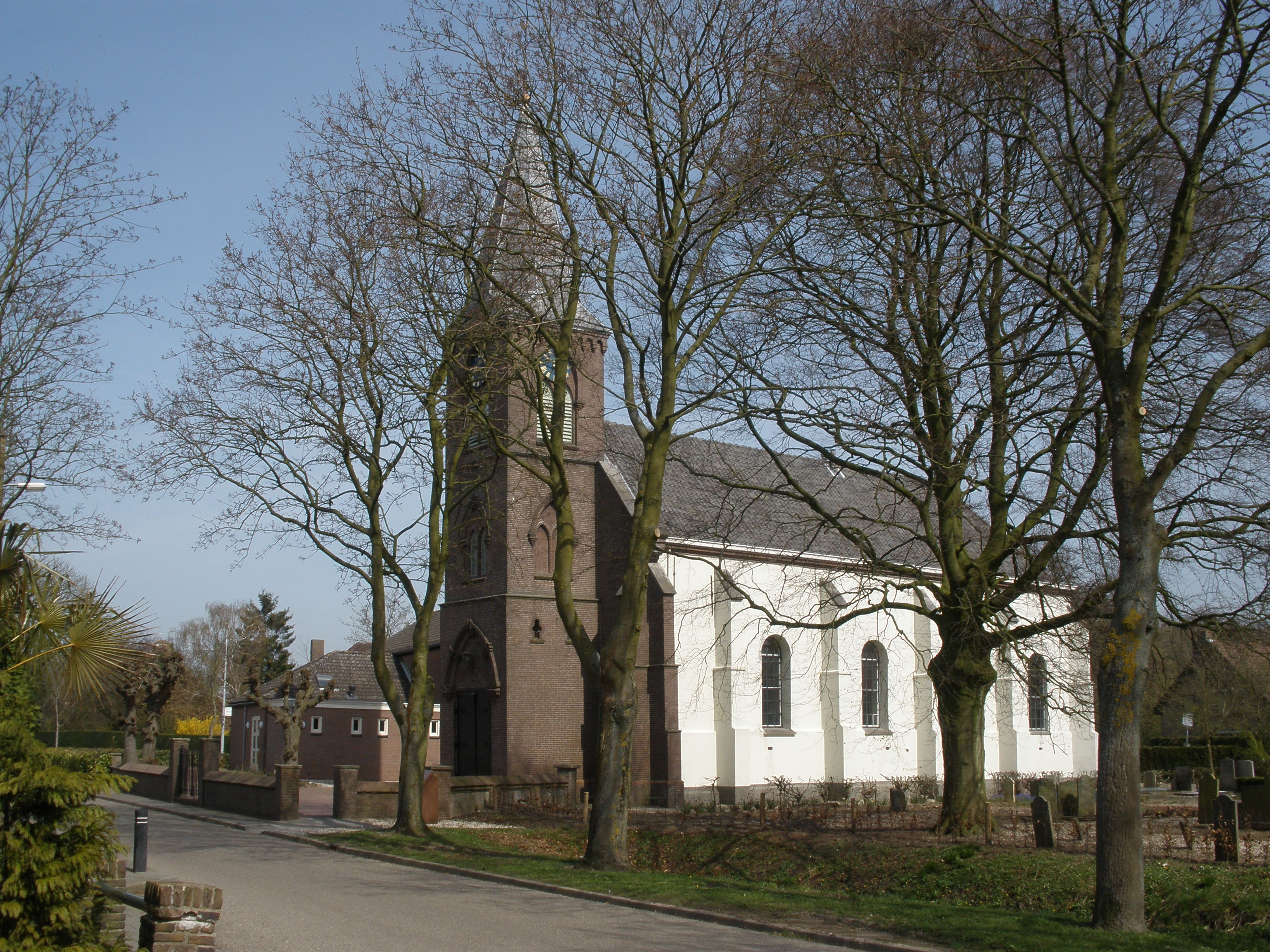
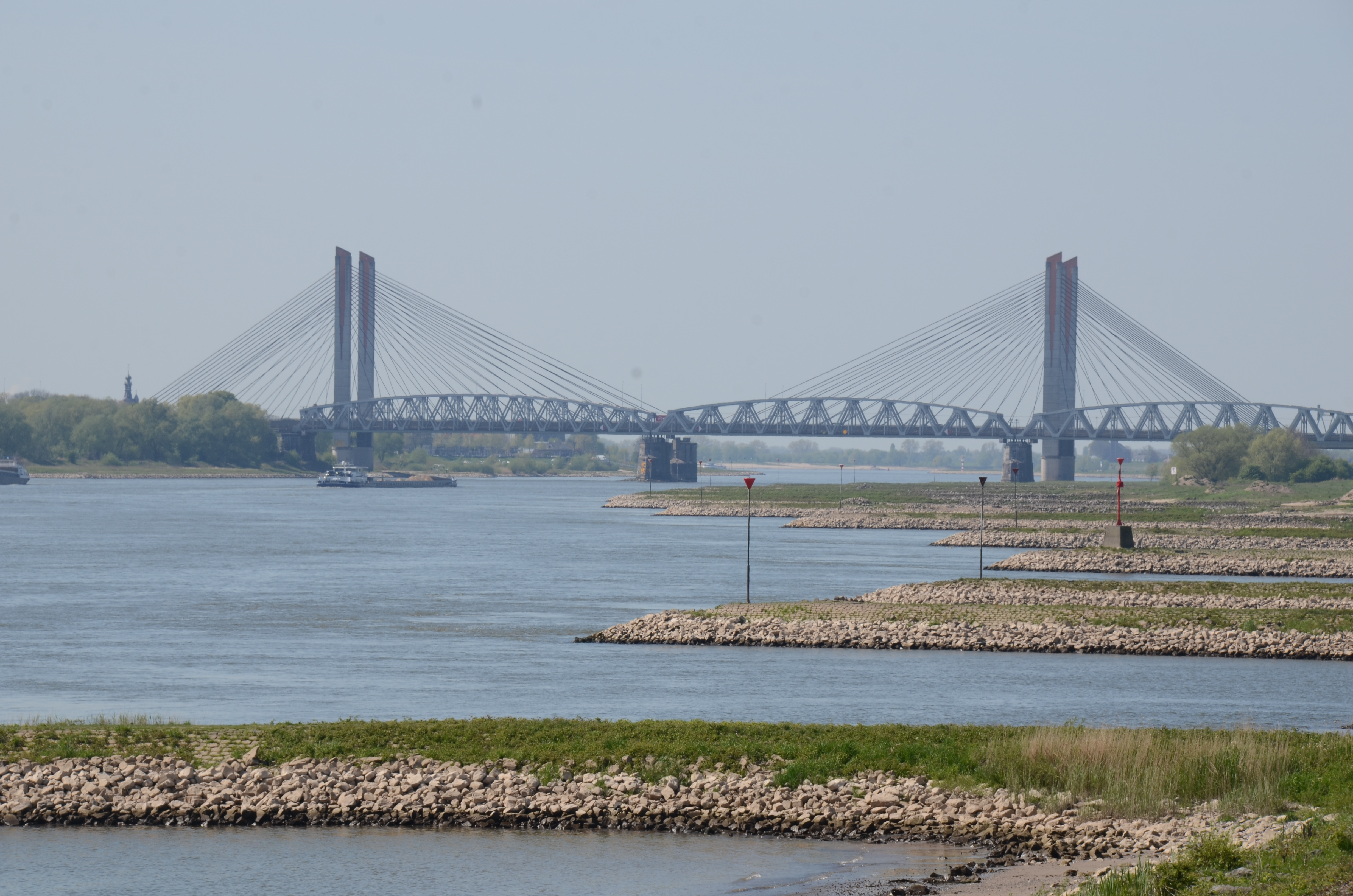
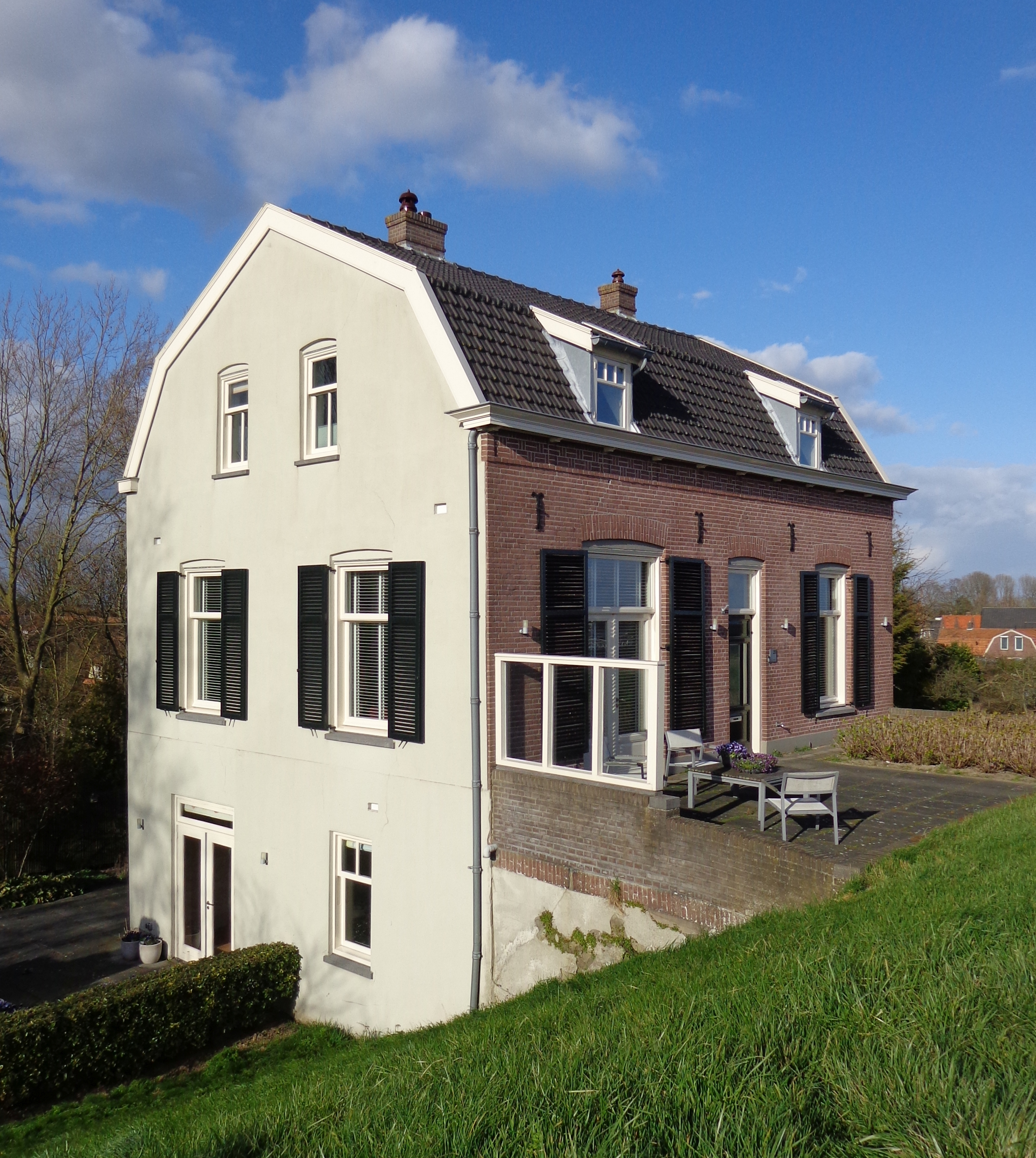
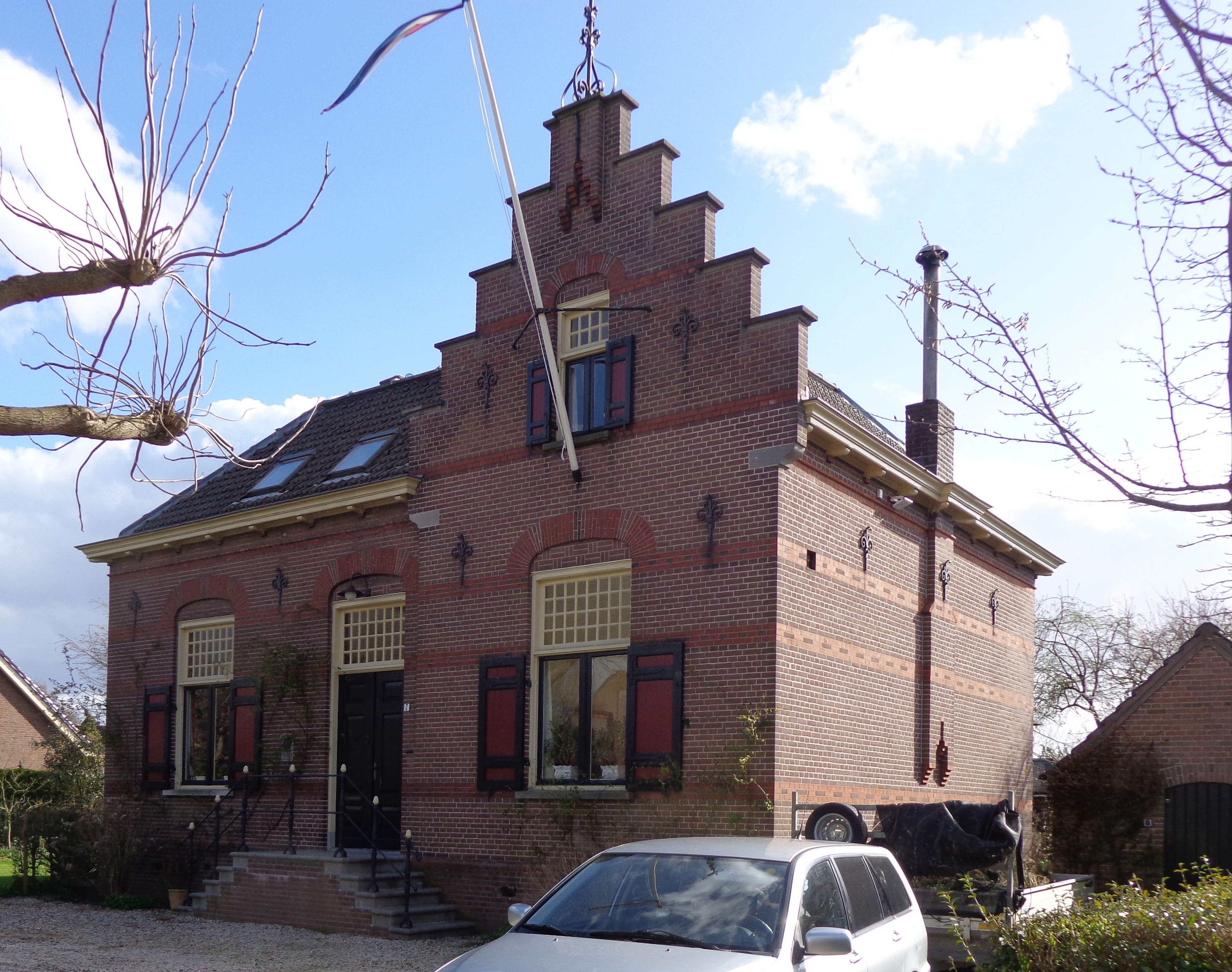